# 1st LIVE at BLITZ 2014〜Mountain Explosion〜
『1st LIVE at BLITZ 2014～Mountain Explosion～』（ファースト・ライブ・アット・ブリッツ・ツーサウザンドフォーティーン・マウンテン・エクスプロージョン）は、日本の音楽ユニット・ALTIMAの1作目の映像作品。

## 内容
初のライブ映像作品。一般的なDVDではなく、Blu-rayのみの販売となった。
2014年5月17日から6月8日に東名阪のライブハウスで敢行された、初のライブツアー『ALTIMA 1st LIVE TOUR 2014』から最終日の東京・赤坂BLITZ公演が収録されている。なお、Run-D.M.C.版の「Walk This Way」、KOTOKOの「Re-sublimity」、The Arrowsの「I Love Rock 'n' Roll」、TM NETWORKの「Get Wild」といったカバー曲は未収録。
完全限定生産盤と通常盤の2形態で発売され、完全限定生産盤には特典として「光る！ALTIMA LIVE Tシャツ」が同梱された。
公式サイトのディスコグラフィでは『1st LIVE TOUR 2014 ～Mountain Explosion～ at BLITZ』と明記されている。

## 収録映像曲
本編
1. Fight 4 Real
2. Mission Dispatch
3. NORADRENALINE
4. WISH i WISH
5. ONE
6. Backfire
7. CYBER CYBER (Album ver.)
8. Here We Are ～Mountain Explosion～
9. -Indefinitely-
10. I'll believe
11. TRYANGLE
12. Burst The Gravity

アンコール
1. Here We Are ～Mountain Explosion～
この楽曲からアンコール。持ち歌を全て披露してしまったため、アンコール曲の抽選ボックスに入ったくじを引き披露する4曲が決められた[3]。
2. Fight 4 Real
3. Burst The Gravity
4. CYBER CYBER (Album ver.)

## 参加ミュージシャン
ALTIMA
- MOTSU：Rap
- SAT：Synthesizers[注 1]
- MAON：Vocal

Support Member
- 八木一美：Drums
- 北村雄太：Bass
- 星野威：Guitar
- 川﨑海：DJ、Manipulator
- SHI⇒NA：Dancer
- ASUKA：Dancer
- RYOTAROW：Dancer
- TAKA：Dancer
- TαTzyA：Dancer
- YU-ICHI：Dancer